# Ministerio de Relaciones Exteriores de Portugal
El Ministerio de Relaciones Exteriores (MNE, en portugués: Ministerio de Negocios Extranjeros, cuya traducción literal sería Ministerio de Negocios Extranjeros), es un ministerio del Gobierno de Portugal responsable de la formulación, coordinación y ejecución de la política exterior del país. Su sede se encuentra en el Palacio de las Necesidades (Palácio das Necessidades), en Lisboa.

## Historia
La primera secretaría de Estado dedicada a los asuntos exteriores fue creada por el rey Juan IV en 1641.
Más tarde, la reorganización de la Administración Pública en la primera mitad del siglo XVIII, expresada en el decreto de 28 de julio, de 1736  que creaba la figura de tres secretarios de estado —el de los Asuntos Internos del Reino (antecesor del actual Ministerio de Administración Interna), el de la Armada y los Dominios de Ultramar (antecesor del actual Ministerio de Marina y Ultramar y el de Asuntos Exteriores y de Guerra (antecesor del actual Ministerio de Relaciones Exteriores)— en sustitución de las antiguas oficinas de Firma de la Merced y del Estado. Hay por tanto registros de existir un secretario de Estado para asuntos exteriores en 1738.
Históricamente las carteras de Asuntos Externos y de Guerra se mantuvieron juntas a excepción de una separación de las mismas del 6 de enero al 28 de julio de 1801, hasta que la Ordenanza de la Junta Provisional de Gobierno de 27 de septiembre de 1820 separó esas carteras públicas en distintos departamentos y fueron entregados a un secretario por departamento. Esta separación se confirmó definitivamente por la Decreto Ley de 12 de junio de 1822, que reorganizó las secretarias de estado, momento en el que se creó la Secretaría de Estado de Asuntos Exteriores tal como se la conoce hoy.
Los asuntos de los que se ha ocupado la Secretaría de Estado de Asuntos Exteriores y más tarde el Ministerio de Relaciones Exteriores han sido los mismos desde su creación. Fue a mediados del siglo XIX, que el término "Ministro" comenzó a ser utilizado en preferencia al de "secretario de Estado" para describir a los encargado de los departamentos gubernamentales, empezando a utilizarse el término "Ministerio de Relaciones Exteriores" para designar este departamento.

## Estructura

### Administración directa del Estado

#### Servicios centrales
- Secretaría General;[2]
  - Consejo Diplomático;
  - Consejoo de directores generales;
  - Protocolo de Estado;
  - Departamento General de Administraçión;
  - Departamento de Asuntos Jurídicos;
  - Instituto Diplomático;
- Dirección General de Política Externa;[2]
  - Consejo Coordinador Político-Diplomático;
  - Comisión Interministerial de Política Externa;
  - Autoridad Nacional para la Convención sobre la Prohibición del Desarrollo, Producción, Almacenamiento y Utilización de Armas Químicas;
  - Autoridad Nacional para los efectos del Tratado de Prohibición Total de Ensayos Nucleares;
- Inspección General Diplomática y Consular;[2]
- Dirección General de Asuntos Europeos;[2]
  - Comisión Interministerial para los Asuntos Europeos;
  - Comisión Interministerial de Límites y Cuencas Hidrográficas Luso-Españolas (en cooperación con los Ministerios de Ambiente y de Mar);
  - Comisión Luso-Española para la Cooperación Transfrontericia;
- Dirección General de Asuntos Consulares y de Comunidades Portuguesas;[2]
  - Comisión Interministerial para las Comunidades Portuguesas;
  - Comisión Organizadora del Censo Electoral de Portugueses en el Extranjero;
- Agencia para la Inversión y el Comercio Externo de Portugal (en cooperación con el Ministerio de Economía);

#### Servicios periféricos externos
- Embajadas;
- Misiones, representaciones permanentes y misiones temporales;
- Puestos consulares.

### Administración indirecta del Estado
- Fondo para las Relaciones Internacionales;
- Camões — Instituto de Cooperación y del Idioma;
- Instituto de Investigación Científica Tropical.

### Órgano consultivo
- Consejo de las Comunidades Portuguesas.

### Outras estruturas
- Comisión Nacional de la UNESCO.

## Misiones diplomáticas portuguesas
La representación diplomática de Portugal bajo la supervisión del MRE se extiende a 146 representaciones, repartidas en 70 embajadas, 10 misiones diplomáticas ante organizaciones internacionales y 66 consulados.
Las relaciones Diplomáticas entre Portugal y República Dominicana se remontan a la Monarquía Portuguesa, sin embargo las documentaciones de este tipo no son ventiladas en vista de que se espera a que los descendientes de estos personajes sean que redacten su historia, en el tiempo transcurrido hasta la actualidad muchas personas desconocen sus orígenes y esto dificulta que salga a la luz la verdad, no es el caso de las relaciones entre República Dominicana y Portugal donde recientemente se encontró documentación que da fe y testimonio de esta Relación Ancestral, hablamos del Cónsul Benito Pellerano cuyos descendientes ha solicitado recientemente al Presidente de Portugal sean emitidas las identidades que por más de 125 años habían sido escondidas ante la historia, familia que han pasado no solo la masacre a pie sino que han traspasado en el desierto sin tener necesidad, esta familia la cual no ha podido nunca hasta la fecha pisar territorio portugués y sus descendientes desconocen las razones de este destierro. El Cónsul Benito Pellerano, el cual es portugués, emigró siendo viudo con su única hija la Señora Julia Pellerano García a la República Dominicana cuando fue nombrado Cónsul de Portugal en República Dominicana, prueba de ello es documentación que esta aquí adjunto la cual se hace pública, pero dicha información ha sido rescatada de los archivos que descansan en las manos de los descendientes gracias a un favor de la Misericordia de Dios, esta familia que ha vivido de la Providencia de Dios por más de 125 años desean poder pisar tierra portuguesa y le sean restablecidos los derechos que le han sido violentados por más de 125 años.